# WEPN
WEPN (1050 kHz) é uma estação de rádio AM totalmente esportiva licenciada para Nova Iorque, Nova Iorque. A estação pertence e é operada pela Good Karma Brands e seu local de transmissão está localizado em North Bergen, New Jersey.
A instalação 1050 AM em Nova Iorque assinou contrato em 1922 como WHN. Durante a maior parte de sua existência sob essas cartas de chamada, bem como durante sua passagem de 14 anos como WMGM, a estação transmitiu vários formatos diferentes baseados em música, finalmente assumindo um formato de música country em 1973. Em 1987, WHN abandonou seu formato country para se tornar a primeira emissora de rádio inteiramente dedicada à programação esportiva, mudando suas letras de chamada para WFAN. Uma série de transações no final da década de 1980 resultou no formato e cartas de chamada da WFAN mudando em outubro de 1988 para 660 AM (no qual a WFAN continuou a transmitir desde então), com o formato de programação intermediado e letras de chamada da WEVD de propriedade do The Forward (anteriormente em 97,9 FM) sendo transferida para 1050 AM em fevereiro de 1989. Em 2001, a The Walt Disney Company assumiu o controle da estação (comprando-a posteriormente e renomeando-a para WEPN em 2003) e a transformou em uma afiliada em tempo integral de sua rede ESPN Radio. Em 2012, a WEPN tornou-se afiliada da rede ESPN Deportes Radio em espanhol, voltando a transmitir a ESPN Radio em inglês após o desligamento da ESPN Deportes Radio em 2019.
Desde seu retorno à programação da ESPN Radio em 2019, a estação tornou-se amplamente uma passagem para a programação nacional da ESPN Radio (incluindo programas não autorizados pela WEPN-FM) e direitos de jogo a jogo, incluindo a maioria dos jogos do New York Islanders e alguns jogos do New York Rangers.